# Redmondellina
Redmondellina es un género de foraminífero bentónico de la subfamilia Amijellinae, de la familia Hauraniidae, de la superfamilia Pfenderinoidea, del suborden Orbitolinina y del orden Loftusiida. Su especie tipo es Pseudocyclammina powersi. Su rango cronoestratigráfico abarca desde el Oxfordiense superior hasta el Kimmeridgiense (Jurásico superior).

## Discusión
Clasificaciones previas incluían Redmondellina en la familia Hottingeritidae de la superfamilia Loftusioidea, así como en el suborden Textulariina del orden Textulariida o en el orden Lituolida.

## Clasificación
Redmondellina incluye a la siguiente especie:
- Redmondellina powersi †